# Trinidad Gallego Prieto
Pour les articles homonymes, voir Gallego et Prieto.
Trinidad Gallego Prieto, née le 28 octobre 1913 à Madrid et morte à Barcelone le 9 novembre 2011, est une infirmière et sage-femme communiste républicaine espagnole, victime de la répression franquiste.

## Biographie
Elle grandit à Madrid dans les années 1910 et  étudie la sténographie, la  dactylographie et le français dans une école de la Mairie de Madrid. Elle débute ensuite des études d'infirmière, et obtient son diplôme en 1934. 
En 1935, elle entre au Parti communiste d'Espagne (PCE). 
En 1936, elle fonde la Comité des infirmières laïques, en réaction à l'importance du personnel religieux dans le milieu hospitalier.
Le 18 juillet 1936, elle est chargée par le PCE d'organiser le comité du Front populaire de l'Hôpital clinique de Madrid.
Elle travaille dans les hôpitaux durant la guerre d'Espagne et est promue en 1938, à l'équivalence du grade de sous-lieutenant.
À la fin de la guerre, lorsque les nationalistes arrivent au pouvoir, elle est arrêtée et incarcérée à la prison de Ventas de Madrid. Avec ses camarades María de la Purificación de la Aldea y Ruiz de Castañeda et Catalina Mayoral Arroyo, également infirmières et sages-femmes, elle tente d'aider les détenues les plus vulnérables, les mères et leurs enfants.
Condamnée à mort pour rébellion militaire, sa peine est commuée à 30 ans de prison. Elle est incarcérée avec sa mère et sa grand-mère. Elle sort de prison en 1949, alors que sa grand-mère et sa mère sont mortes, mais elle est bannie jusqu'en 1969.
Au retour de la démocratie, elle participe à l'association mémorielle Les Dones del 36, qui témoigne de l'histoire des femmes pendant la guerre d'Espagne.

## Postérité

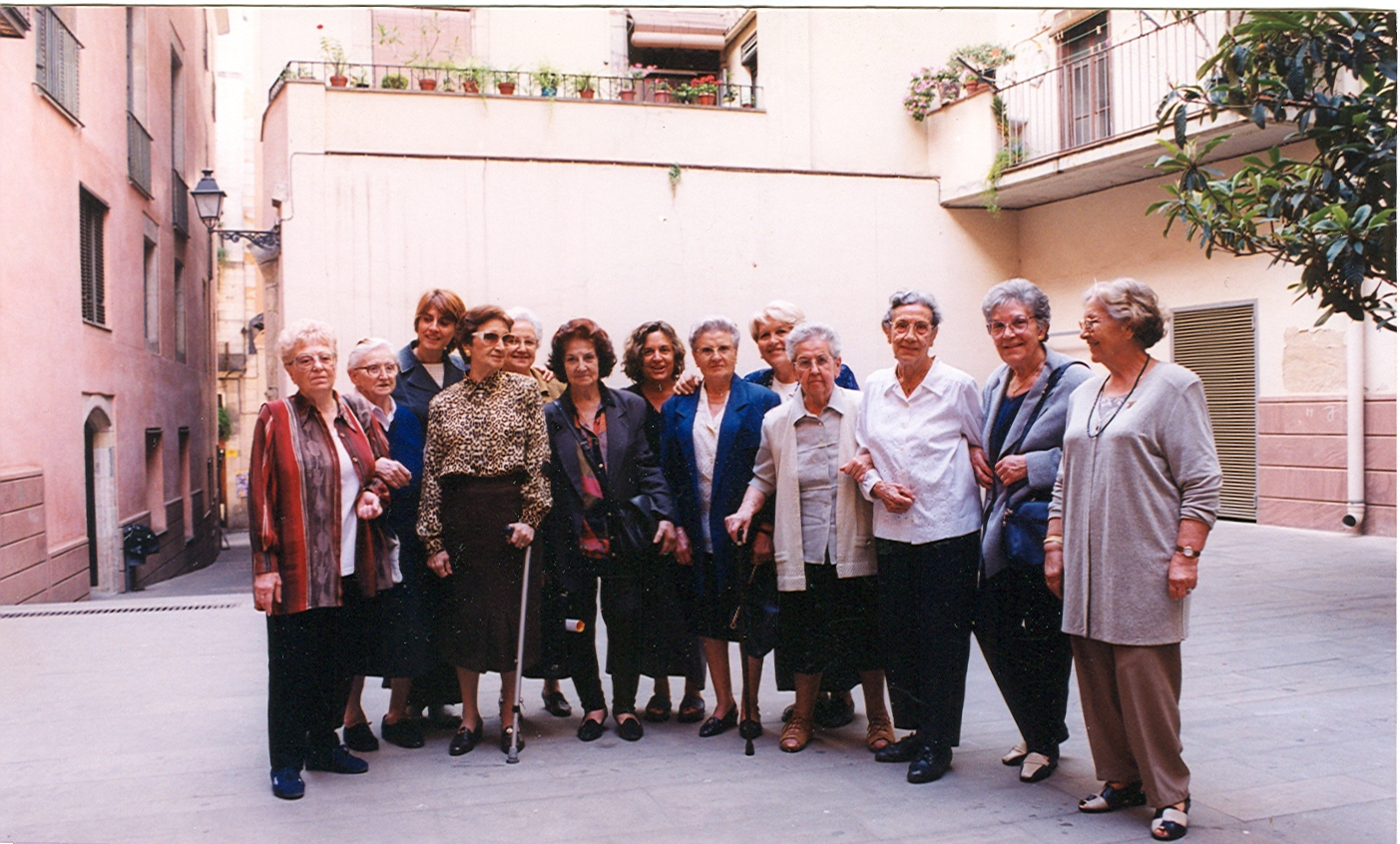
Les membres de l'association Les Dones del 36 (Les femmes de 36).

- Sa mémoire est aujourd'hui réhabilitée[10] et son fonds est conservé aux Archives historiques de la ville de Barcelone.